# Er is er een jarig
Er is er een jarig is een verjaardagslied dat gezongen wordt tijdens verjaardagen.
Wanneer een jarig kind in de klas wordt toegezongen, staat hij of zij soms voor de hele groep, eventueel op een (versierde) stoel. Op de zin "dat is hij/zij" wijst iedereen naar de jarige. Op het woord "hoera" steken degenen die het liedje zingen een arm of beide armen de lucht in.
Na het zingen van dit lied wordt meestal meteen het lied Lang zal hij leven aangeheven.

## De tekst
Er is er één jarig, hoera, hoera
dat kun je wel zien: dat is hij.
Dat vinden wij allen zo prettig, ja ja
en daarom zingen wij blij.
Hij leve lang, hoera, hoera
hij leve lang, hoera
hij leve lang, hoera, hoera
hij leve lang, hoera!
Het persoonlijk voornaamwoord "hij" wordt aangepast naar de persoon.